# 岩佐亮佑
岩佐 亮佑（いわさ りょうすけ、1989年12月26日 - ）は、日本の元プロボクサー。元IBF世界スーパーバンタム級王者。 千葉県柏市出身。セレスボクシングスポーツジム所属。ニックネームは「Eagle Eye（イーグルアイ）」。

## 来歴
中学2年の時に、地元のセレスジムでボクシングを始めた。
中学卒業後にプロを目指すつもりだったが、会長であるセレス小林からアマチュアで実績を積むよう説得され、高校ボクシングの名門と呼ばれる習志野市立習志野高等学校に進学。
そして高校3年時に選抜・インターハイ・国体の高校3冠を達成し、高校卒業後にプロ転向した。
2008年8月2日、後楽園ホールにて高橋慎弥（岐阜ヨコゼキ）を相手にプロデビュー戦を行い、5回TKO勝ちを収めてプロキャリアを白星でスタートさせた。その後、6連勝（4KO）。
2010年9月5日、後楽園ホールで臼井欽士郎（横浜光）に4回1分8秒TKO勝ちを収め2010年度最強後楽園バンタム級優勝を果たしチャンピオンカーニバルへの出場権の獲得に成功、この大会のMVPに選出された。
2011年3月5日、後楽園ホールで日本バンタム級王者山中慎介（帝拳）と対戦し、プロ初黒星となる10回１分28秒TKO負けを喫した。この試合はプロ・アマチュア年間表彰の2011年度プロボクシング部門 年間最高試合賞にノミネートされた。
2011年8月6日、後楽園ホールにてラス・マヌディン（インドネシア）を相手に再起戦を行い、2回KO勝ちを収めて再起に成功した。

### 日本王座獲得
2011年11月18日、後楽園ホールにて山中慎介が世界挑戦のために返上し、空位となった日本バンタム級王座をゼロフィット・ジェロッピ瑞山（千里馬神戸）と争い、3-0（2者が98-92、97-92）の判定勝ちを収めて王座を獲得した。
2012年3月3日、後楽園ホールで日本バンタム級2位の村井勇希（グリーンツダ）を迎えて初防衛戦を行い、それまでKO負けのなかった村井から初回終了間際に左ストレートでダウンを奪い挑戦者は立ち上がれず。初回KO勝ちを収めて初防衛に成功した。その後、東日本ボクシング協会の月間最優秀選手賞に選ばれ、チャンピオンカーニバルの技能賞にも選出された。
2012年7月7日、後楽園ホールで日本バンタム級4位の益田健太郎（新日本木村）を迎えて2度目の防衛戦を行い、7回TKO勝ちを収めて2度目の防衛に成功した。
2012年10月27日、東京国際フォーラムでデビッド・デラモラ（メキシコ）と対戦し、序盤から試合を優勢に進めて3-0（3者とも100-90）の判定勝ちを収めた。
2012年11月30日、世界挑戦準備のために2度の防衛を果たした日本バンタム級王座を返上した。 
2013年3月2日、OPBF東洋太平洋バンタム級10位のマーク・ジョン・ヤップ（フィリピン）を相手にバンタム級10回戦を行い、途中までは圧倒していたものの終盤にはダウン寸前まで追い込まれたがなんとかピンチをしのぎ7回までの貯金で逃げ切る辛勝で試合後は反省の弁を述べた。
2013年7月6日、後楽園ホールでジェッカー・ブハウェと対戦し、5回にダウンを奪い、7回にも攻勢をかけるなどし3-0（3者とも100-90）の判定勝ちを収めた。 
2013年12月6日、両国国技館にて、OPBF東洋太平洋バンタム級王者椎野大輝（三迫）と対戦し、5回2分52秒TKO勝ちを収め王座を獲得した。
2014年3月25日、後楽園ホールでOPBF東洋太平洋バンタム級1位のリチャード・プミクピック（フィリピン）と対戦し、2-0（116-113、116-112、114-114）の判定勝ちを収めOPBF王座初防衛に成功した。
2014年12月2日、IBF本部でIBF世界バンタム級4位の岩佐亮佑とIBF世界バンタム級6位のセルヒオ・ペラレス（アメリカ合衆国）との間で行われるIBF世界バンタム級挑戦者決定戦の入札が行われ、帝拳プロモーションが落札した。
2014年12月25日、IBF世界バンタム級挑戦者決定戦に出場する為、OPBF東洋太平洋バンタム級王座を返上した。
2015年2月18日、後楽園ホールでIBF世界バンタム級6位のセルヒオ・ペラレス（アメリカ合衆国）とIBF世界バンタム級挑戦者決定戦を行う予定だったが、ペラレスが膝を負傷したため、リカルド・ロア（フィリピン）との54.5kg契約10回戦に変更となり、2回2分55秒TKO勝ちを収めた。
2015年3月17日、IBF世界バンタム級王者ランディ・カバジェロの足首の負傷による戦線離脱に伴い設置されたIBF世界バンタム級暫定王座決定戦をIBF世界バンタム級4位のリー・ハスキンスと行うよう指令を受けた。

### 最初の世界挑戦
2015年6月13日、ブリストルのウィットチャーチ・スポーツ・センターでIBF世界バンタム級4位のリー・ハスキンスとIBF世界バンタム級暫定王座決定戦を行うも、左ストレートでダウンを喫し、立ち上がった後も連打につかまり、6回2分10秒でTKO負けを喫し王座獲得に失敗した。
2015年11月24日、後楽園ホールで行われた「ダイナミックグローブ」でマーロン・アルシリャと122ポンド契約8回戦を行い、5回15秒、3-0（3者共50-46）の負傷判定勝ちを収め再起した。
2016年2月6日、後楽園ホールで行われた「第546ダイナミックグローブ」でデニス・トゥビエロンと124ポンド契約10回戦を行い、7回1分42秒TKO勝ちを収めた。
2016年7月12日、後楽園ホールで行われた「ダイナミックグローブ」でパトムシス・パトムポートンと56kg契約10回戦を行い、3回2分17秒KO勝ちを収めた。
2016年11月18日、同月19日にコネチカット州レッドヤードのフォックスウッズ・リゾート・カジノでIBF世界スーパーバンタム級6位のルイス・ロサ・ジュニアとIBF世界スーパーバンタム級挑戦者決定戦を行う予定だったが、前日計量でロサに体重超過があり失格となった為、試合は中止となった。
2016年12月3日、セレスジムはJBCで会見し、岩佐がIBF世界スーパーバンタム級王座の指名挑戦者に認定されたと発表した。
2017年3月2日、両国国技館で行われた「ワールド・プレミアム・ボクシング25」でグレン・メデュラと124ポンド契約8回戦を行い、3回2分55秒TKO勝ちを収めた。

### 世界王座獲得
2017年9月13日、大阪府立体育会館でIBF世界スーパーバンタム級王者の小國以載と対戦し、6回2分16秒TKO勝ちを収め王座獲得に成功した。
2017年9月28日、柏市民特別功労賞を受賞。
2018年3月1日、両国国技館で行われた「ワールドプレミアムボクシング27」でIBF世界スーパーバンタム級13位で元WBCインターナショナルバンタム級王者のエルネスト・サウロンと対戦し、12回3-0（120-108、119-109、118-110）の判定勝ちを収め、初防衛に成功した。
2018年8月16日に後楽園ホールで元PABAスーパーバンタム級王者のテレンス・ジョン・ドヘニー（アイルランド）と防衛戦を行い、12回0-3（112-117、112-116、113-115）の判定負けを喫し2回目の防衛に失敗、王座から陥落した。
2019年2月16日、ロサンゼルスのL.A.ライブ内にあるマイクロソフト・シアターにてセサール・フアレス（メキシコ）とIBF世界スーパーバンタム級王座挑戦者決定戦を行い、10回終了時2-0（95-95、97-93、98-92）負傷判定勝ちを収め、ダニエル・ローマンへの挑戦権を獲得した。

### 2度目の王座獲得
2019年12月7日、ダニエル・ローマンの負傷によりニューヨークのバークレイズ・センターで元WBO世界バンタム級王者でIBF世界スーパーバンタム級3位のマーロン・タパレスとIBF世界スーパーバンタム級暫定王座決定戦を行った。試合は3回に岩佐が左ボディでダウンを奪う（タパレスはバッティングを主張するも認められず）など、下がらずに試合を組み立てた。そして11回、タパレスを下がらせ右の打ち終わりに左ストレートをアゴにクリーンヒットさせて再びダウンを奪う。タパレスは休んでから立ち上がったもののフラついたところでレフェリーが止め11回1分9秒TKO勝ちを収め、暫定ながら1年4ヵ月ぶりとなる王座返り咲きに成功した。日本人選手として6人目となるアメリカ合衆国での世界王座獲得で、上原康恒以来39年ぶり2人目となるKO勝ちでの世界王座獲得であった。
2021年4月3日、ウズベキスタン・タシケントでWBAスーパー・IBF世界スーパーバンタム級統一王者のムロジョン・アフマダリエフと王座統一戦を行うも、5回1分30秒TKO負けで王座統一に失敗。4ヶ月保持していた暫定王座は正規王座に吸収される形で消滅し王座から陥落した。
2022年10月25日、後楽園ホールで元WBOフェザー級1位のジェネシス・セルバニアと対戦し、4回1分46秒KO勝ちを収めた。なおこの試合は当初フェザー級契約だったが、セルバニア陣営が体重をつくれないと申し出てきたため契約体重がまずは59キロに変更され、さらに62キロに再度変更された。それでもセルバニアは前日の計量で600グラム体重超過の62・6キロを計測、しかも再計量を拒否して計量失格となったため、当日計量で64キロ以下の制限体重を設けて試合が実施されることになった。
2023年4月15日、韓国仁川のTBプロモーション興行でジャフェスリー・ラミドとフェザー級8回戦で対戦し、8回0-3（73-79×2、72-80）判定負けを喫した。
2023年6月6日、引退。

### 引退後
2023年8月13日のU-NEXT「世界プロボクシング IBF世界バンタム級王座決定戦 エマヌエル・ロドリゲス vs. メルビン・ロペス」戦で引退後初解説。

## 人物
- 鮮魚店で働きながら2017年に1度目の世界王者となる。2019年に2度目の戴冠となり、その後ムロジョン・アフマダリエフとの統一戦で敗れ王座陥落するが、現役続行を決めた際に引退後のビジネスも考え、白髪染め専門店2店舗のオーナーとなった[44]。

## 戦績
- アマチュアボクシング：66戦 60勝 (42KO・RSC) 6敗
- プロボクシング：33戦 28勝 (18KO) 5敗

| 戦           | 日付           | 勝敗 | 時間     | 内容         | 対戦相手                                   | 国籍           | 備考                                       |
| ------------ | -------------- | ---- | -------- | ------------ | ------------------------------------------ | -------------- | ------------------------------------------ |
| 1            | 2008年8月2日   | ☆    | 5R 0:43  | TKO          | 高橋慎弥（岐阜ヨコゼキ）                   | 日本           | プロデビュー戦                             |
| 2            | 2008年10月16日 | ☆    | 6R       | 判定 3-0     | エドガー・アレンデ                         | メキシコ       |                                            |
| 3            | 2009年2月21日  | ☆    | 1R 2:11  | TKO          | 花木章年（大一スペースK）                  | 日本           |                                            |
| 4            | 2009年5月16日  | ☆    | 2R 1:58  | KO           | ウォーラウット・ムアンシマ                 | タイ           |                                            |
| 5            | 2009年9月5日   | ☆    | 7R 1:04  | TKO          | ファラソナ・フィダル                       | インドネシア   |                                            |
| 6            | 2010年1月16日  | ☆    | 8R       | 判定 3-0     | マービン・タンパス                         | フィリピン     |                                            |
| 7            | 2010年4月15日  | ☆    | 7R 2:14  | TKO          | 佐藤裕樹（ハラダ）                         | 日本           |                                            |
| 8            | 2010年9月5日   | ☆    | 4R 1:08  | TKO          | 臼井欽士郎（横浜光）                       | 日本           | 2010年最強後楽園バンタム級トーナメント決勝 |
| 9            | 2011年3月5日   | ★    | 10R 1:28 | TKO          | 山中慎介（帝拳）                           | 日本           | 日本バンタム級タイトルマッチ               |
| 10           | 2011年8月6日   | ☆    | 2R 0:41  | TKO          | ラス・マヌディン                           | インドネシア   |                                            |
| 11           | 2011年11月18日 | ☆    | 10R      | 判定 3-0     | ゼロフィット・ジェロッピ瑞山（千里馬神戸） | フィリピン     | 日本バンタム級王座決定戦                   |
| 12           | 2012年3月3日   | ☆    | 1R 3:00  | KO           | 村井勇希（グリーンツダ）                   | 日本           | 日本王座防衛1                              |
| 13           | 2012年7月7日   | ☆    | 7R 1:49  | TKO          | 益田健太郎（新日本木村）                   | 日本           | 日本王座防衛2                              |
| 14           | 2012年10月27日 | ☆    | 10R      | 判定 3-0     | デビッド・デラモラ                         | メキシコ       |                                            |
| 15           | 2013年3月2日   | ☆    | 10R      | 判定 3-0     | マーク・ジョン・ヤップ                     | フィリピン     |                                            |
| 16           | 2013年7月6日   | ☆    | 10R      | 判定 3-0     | ジェッカー・ブハウェ                       | フィリピン     |                                            |
| 17           | 2013年12月6日  | ☆    | 5R 2:52  | TKO          | 椎野大輝（三迫）                           | 日本           | OPBF東洋太平洋バンタム級タイトルマッチ     |
| 18           | 2014年3月25日  | ☆    | 12R      | 判定 2-0     | リチャード・プミクピック                   | フィリピン     | OPBF防衛1                                  |
| 19           | 2014年9月6日   | ☆    | 2R 1:03  | KO           | ロミー・ワッサー                           | インドネシア   |                                            |
| 20           | 2015年2月18日  | ☆    | 2R 2:55  | TKO          | リカルド・ロア                             | フィリピン     |                                            |
| 21           | 2015年6月13日  | ★    | 6R 2:10  | TKO          | リー・ハスキンス                           | イギリス       | IBF世界バンタム級暫定王座決定戦            |
| 22           | 2015年11月24日 | ☆    | 5R 0:15  | 負傷判定 3-0 | マーロン・アルシリャ                       | フィリピン     |                                            |
| 23           | 2016年2月6日   | ☆    | 7R 1:42  | TKO          | デニス・トゥビエロン                       | フィリピン     |                                            |
| 24           | 2016年7月12日  | ☆    | 3R 2:17  | KO           | パトムシス・パトムポートン                 | タイ           |                                            |
| 25           | 2017年3月2日   | ☆    | 3R 2:55  | TKO          | グレン・メデュラ                           | フィリピン     |                                            |
| 26           | 2017年9月13日  | ☆    | 6R 2:16  | TKO          | 小國以載（角海老宝石）                     | 日本           | IBF世界スーパーバンタム級タイトルマッチ    |
| 27           | 2018年3月1日   | ☆    | 12R      | 判定 3-0     | エルネスト・サウロン                       | フィリピン     | IBF防衛1                                   |
| 28           | 2018年8月16日  | ★    | 12R      | 判定 0-3     | テレンス・ジョン・ドヘニー                 | アイルランド   | IBF陥落                                    |
| 29           | 2019年2月16日  | ☆    | 10R 終了 | 負傷判定 2-0 | セサール・フアレス                         | メキシコ       | IBF世界スーパーバンタム級挑戦者決定戦      |
| 30           | 2019年12月7日  | ☆    | 11R 1:09 | TKO          | マーロン・タパレス                         | フィリピン     | IBF世界スーパーバンタム級暫定王座決定戦    |
| 31           | 2021年4月3日   | ★    | 5R 1:30  | TKO          | ムロジョン・アフマダリエフ                 | ウズベキスタン | WBA・IBF世界スーパーバンタム級王座統一戦   |
| 32           | 2022年10月25日 | ☆    | 4R 1:16  | TKO          | ジェネシス・セルバニア（カシミ）           | フィリピン     |                                            |
| 33           | 2023年4月15日  | ★    | 8R       | 判定 0-3     | ジャフェスリー・ラミド                     | アメリカ合衆国 |                                            |
| テンプレート |                |      |          |              |                                            |                |                                            |

## 獲得タイトル
- 第66代日本バンタム級王座（防衛2=返上）
- 第44代OPBF東洋太平洋バンタム級王座（防衛1=返上）
- IBF世界スーパーバンタム級王座（防衛1）
- IBF世界スーパーバンタム級暫定王座（防衛0）

## 受賞歴
- 2010年度最強後楽園 MVP
- 東日本ボクシング協会 2012年3月度 月間MVP
- 2012年度チャンピオンカーニバル 技能賞
- 柏市民特別功労賞
- プロ・アマチュア年間表彰
  - 2019年プロボクシング部門 優秀選手賞[45]